# Kerkythea
Kerkythea є автономною системою рендерингу, яка підтримує трасування променів і Metropolis light transport, використовує фізично точні матеріали і освітлення, та поширюється безкоштовно. Програма може бути інтегрована з будь-яким програмним забезпеченням, яке може експортувати файли в OBJ і 3ds форматах, включаючи 3ds Max, Blender, LightWave 3D, SketchUp, Silo і Wings3D

## Історія
Розробка Kerkythea розпочата у 2004 році і перша версія вийшла у квітні 2005 року. Спочатку вона була сумісна тільки з Майкрософт Windows, але оновлений реліз жовтня 2005 року став сумісний з Лінукс. Станом на січень 2016 року, вона також є доступною для Mac OS X. В травні 2009 року було оголошено, що команда розробників почала новий комерційной рендер (візуалізатор), хоча Kerkythea буде оновлюватися, і він буде залишатися безкоштовним і доступним. Нова версія під назвою «Boost» вийшла у 2013 році.

## Експортери
Є 6 офіційних експортерів для Kerkythea.
Blender
- Blend2KT
- Експортер у формат XML

3D Studio Max
- 3dsMax2KT 3dsMax Exporte

Maya
- Maya2KT Maya Exporter

GMax
- GMax2KT Консигнант Параметра Gmax

SketchUp
- SU2KT SketchUp Exporter
- SU2KT Light Components

## Особливості
Підтримує наступні 3D-формати файлів
- 3DS формат
- OBJ формат
- XML (внутрішній формат)
- SIA (Silo)  (частково підтримується)

Підтримувані формати зображення
- Всі формати бібліотеки freeimage  ( JPEG, BMP, PNG, TGA та HDR включено)

Підтримувані функції
- Bump mapping
- Normal mapping
- Clip mapping
- Bevel mapping (an innovative KT feature)
- Edge outlining
- Глибина різко зображуваного простору англ. (Depth of field)
- Fog
- Isotropic volume scattering
- Каустика
- Прозорість середовища
- Дисперсія світла
- Anti-aliasing (Texture filtering, edge antialiasing)
- Selection rendering
- Surface and material instancing

Підтримувані методи рендерингу
- Класичної трасування променів
- Трасування шляху
- Двонаправлене трасування шляху
- Metropolis light transport
- Метод фотонних карт  (фотонні карти, каустика)
- Diffuse interreflection
- Depth rendering
- Mask rendering
- Clay rendering